# Johann Hoppe
Johann Hoppe (* um 1512 in Budissin; † 1565 in Kulm) war ein deutscher Pädagoge und Schulreformer.

## Leben
Hoppe hatte sich in seiner Heimatstadt vorgebildet und begab sich im Wintersemester 1529/1530 an die Universität Wittenberg, wo er auch die Vorlesungen von Martin Luther und Philipp Melanchthon besuchte. Nachdem er sich im Januar 1538 den akademischen Grad eines Magisters in Wittenberg erworben hatte, wurde er im Anschluss an sein Studium Rektor der evangelischen Schule in Freystadt.
1544 berief ihn Albrecht von Preußen als Professor der Ethik an die Universität Königsberg, deren Rektor er 1549 wurde. Dort hatte er mit Georg Sabinus Kontakt, wendete sich aber gegen Andreas Osiander und wurde daher 1553 seiner Ämter enthoben. Er übernahm daher in Kulm die Leitung der städtischen Schule und baute diese zum Gymnasium aus. Die Schule wurde aber auf Betreiben des katholischen Bischofs Stanislaus Hosius geschlossen.
Hoppe ging daher 1556 nach Elbing, wo er die dortige Schule drei Jahre lang im evangelischen Sinne aufbaute, was ebenfalls das Missfallen des Bischofs hervorrief, weshalb er nach drei Jahren wieder aus der Stellung abziehen musste. Daraufhin nahm er eine Stelle als Sekretär in Danzig an und blieb auch in Danzig mit dem Schulwesen verbunden. Auf seinen Rat hin wurde Achatius Cureus aus Marienburg nach Danzig berufen und entwarf die Schulregeln des Gymnasiums Danzig. Da er sich in Culm 1560 vermählte, kehrte er dorthin zurück und wirkte dort als Senator der Stadt bis zu seinem Tod.

## Schriften
- Forma veteris Gymnasii Culmensis recens.